# Stefanos Paparounas
Stefanos Paparounas (in greco Στεφανος Παπαρουνας?; Trikala, 22 gennaio 1990) è un tuffatore greco. Ha rappresentato la Grecia ai Giochi olimpici di Londra 2012.

## Biografia
Stefanos Paparounas sin da giovane si è contraddistinto come uno dei migliori tuffatori greci, grazie ai buoni risultati raggiunti a livello giovanile internazionale, tra cui la vittoria della medaglia di bronzo ai Campionati europei giovanili di nuoto 2008 di Belogrado-Minsk nel concorso del trampolino 3 m sincro categorie "A" e "B", in coppia con Michail Fafalis.
A soli vent'anni ha partecipato ai campionati mondiali di nuoto di Roma 2009 qualificandosi in entrambi i concorsi del trampolino 3 metri, sincro ed individuale. Nel sincro ha gareggiato al fianco di Alexandros Manos ed è stato eliminato nel turno qualificatorio con il quindicesimo punteggio alle spalle della coppia australiana composta da Grant Nel e Matthew Mitcham. Nell'individuale ha terminato la gara con il trentatreesimo piazzamento, risultato non sufficiente per accedere alla finale.
Ai campionati europei di nuoto di Budapest 2010 ha preso parte alle gare del trampolino 1 metro e 3 metri individuale e 3 metri sincro. Nella trampolino 1 metro ha chiuso la gara con il ventiquattresimo piazzamento, che non gli ha permesso di accedere alla finale, poi dominata dall'ucraino Illya Kvasha, che vinse l'oro avanti al tedesco Patrick Hausding ed allo spagnolo Javier Illana. Nel trampolino 3 metri individuale è stato estromesso nel turno eliminatorio con il sedicesimo posto. Nei tuffi sincronizzati, invece, si è qualificato per la finale ed ha concluso la gara al settimo posto in classifica, in coppia con Alexandros Manos.
Nel mesi di marzo dell'anno successivo ai campionati europei di tuffi di Torino 2011 ha migliorato notevolmente i suoi risultati continentali, centrando la finale sia nelle competizioni individuali, altezze 1 metro (dove ha ottenuto il nono posto nel turno eliminatorio e l'undicesimo in finale) e 3 metri (dodicesimo posto nell'eliminatoria e nono posto in finale), sia nel trampolino 3 metri sincro, dove in squadra con Alexandros Manos ha ottenuto il settimo piazzamento nel turno qualificatorio e nella finale.
A luglio ai campionati mondiali di Shanghai 2011 ha partecipato a tutte le competizioni del trampolino, specialità: 1 metro, 3 metri individuale e sincro, senza mai riuscire a raggiungere la fase finale.
Nel 2012 ha preso parte ai campionati europei di Eindhoven, dove nel concorso del trampolino 1 metro è stato eliminato nel turno eliminatorio con il quattordicesimo posto, mentre si è qualificato per la finale nel trampolino 3 metri, che ha poi concluso con il decimo piazzamento.
I risultati stagionali gli hanno permesso di qualificarsi ai Giochi olimpici di Londra 2012 per rappresentare il suo Paese nel trampolino 3 metri. La sua corsa all'oro olimpico, poi vinto dal russo Il'ja Zacharov, si è tuttavia fermata al turno preliminare.
Ai mondiali di nuoto di Barcellona 2013 ha gareggiato nella gara dei trampolino 1 metro, concludendo al tredicesimo posto in semifinale, e dal trampolino 3 metri sincro, in squadra con Michail Fafalis, undicesimo in finale.
L'anno successivo ha partecipato ai Campionati europei di nuoto di Berlino 2014 qualificandosi nuovamente nei concorsi del trampolino 1 metro, sedicesimo, nel trampolino 3 metri,quindicesimo, e nel trampolino 3 metri sincro, ottavo, sempre in coppia con Michail Fafalis.

## Palmarès
- Campionati europei giovanili di nuoto

Belgrado-Minsk 2008: bronzo nel trampolino 3 m sincro